# Jarl Jakobsson
Jarl Gustav Anian Jakobsson (Helsínquia, 11 de maio de 1880 – Helsínquia, 28 de dezembro de 1951) foi um atleta finlandês de atletismo que participou dos Jogos Olímpicos de Verão de 1908. Participou nas provas de lançamento do dardo, lançamento do dardo em estilo livre e salto em comprimento sem impulsão.